# パスカル・アンジェル
パスカル・アンジェル（Pascal Engel、1954年1月17日  - ）は、フランスの哲学者。専門は分析哲学、特に心の哲学、認識論、言語哲学、論理哲学。近年はジュネーブ大学に勤務し、ケビン・マリガンと共同研究を行っている。ジャン・ニコ研究所（Institut Jean Nicod）会員。

## 来歴
高等師範学校を卒業後、パリ第4大学、パリ第1大学で学び、哲学のアグレガシオンを取得。ジュール・ヴュイユマン、博士課程の指導教官ジャック・ブーヴレス、国家博士号（エクス＝アン＝プロヴァンス）指導教官ジル＝ガストン・グランジェの影響を受けて分析哲学に進み、イギリスとアメリカで本場の分析哲学を学んだ。博士論文のテーマはクリプキとフレーゲの指示の理論、国家博士号（1990年）のテーマはデイヴィドソンの言語哲学であった。
1993年から1997年まで分析哲学会長を務め、欧州分析哲学会の創設メンバーの一人にもなった。同時期にグルノーブル大学、カーン大学、パリ第4大学などで教鞭をとる。また、エコール・ポリテクニクジャン・ニコ研究所（応用認識論研究センター）の会員にもなり、2005年からジュネーヴ大学の哲学教授を勤める。その傍ら、雑誌「ディアレクティカ」の編集者になるなど精力的に活動している。同時に彼は英米の哲学者と交流し、英米の分析哲学の著作の翻訳や著述をこなし、フランスへの啓蒙を主導している。

## 著作
- Va savoir - De la connaissance en général, Paris, Hermann, 2007
- A quoi bon la verité (with R. Rorty), Paris, Grasset, 2005 (Published in English as What's the Use of Truth?)
- Ramsey. Vérité et succès (with J.Dokic), Paris, PUF, 2001
- La verite, reflexions sur quelques truismes, Hatier, 1998
- La dispute, une introduction à la philosophie analytique, Paris, Minuit 1997
- Philosophie et psychologie, Paris, Gallimard, Folio, 1996
- Introduction à la philosophie de l'esprit, Paris, La Découverte, 1994
- Donald Davidson et la philosophie du langage, Paris, P.U.F., 1994
- La Norme du vrai, philosophie de la logique, Paris, Gallimard, 1989
- Identité et référence, la théorie des noms propres chez Frege et Kripke, Paris, Presses de l’Ecole Normale Supérieure, 1985